# Euphorbia intisy
Euphorbia intisy är en törelväxtart som beskrevs av Emmanuel Drake del Castillo. Euphorbia intisy ingår i släktet törlar, och familjen törelväxter. IUCN kategoriserar arten globalt som livskraftig. Inga underarter finns listade i Catalogue of Life.